# Coudray-Rabut
Coudray-Rabut is een voormalige gemeente in het Franse departement Calvados (regio Normandië) en telt 339 inwoners (2004).

## Geschiedenis
In 1828 werd Rabut, met toen 107 inwoners, opgenomen in de gemeente Coudray, met toen 115 inwoners. Op 1 januari 2019 werd Coudray-Rabut opgenomen in de gemeente Pont-l'Évêque

## Geografie
De oppervlakte van Coudray-Rabut bedraagt 4,9 km², de bevolkingsdichtheid is 69,2 inwoners per km².
De onderstaande kaart toont de ligging van Coudray-Rabut met de belangrijkste infrastructuur en aangrenzende gemeenten.

## Demografie
Onderstaande figuur toont het verloop van het inwonertal (bron: INSEE-tellingen).
Vanwege een beveiligingsprobleem met de MediaWiki Graph-software is het momenteel niet mogelijk deze grafiek weer te geven. Zodra de software is bijgewerkt zal de grafiek vanzelf weer zichtbaar worden.